# Mistrzostwa Europy par na żużlu
Mistrzostwa Europy par na żużlu – cykl żużlowych turniejów rozgrywanych od 2004 roku. Organizatorem jest FIM Europe.
W sezonie 2005 proponowano wprowadzić rozgrywki z członem „otwarte” w nazwie, aby zachęcić do startu federację amerykańską i australijską. Ostatecznie pozostano jednak przy poprzedniej formule.

## Medaliści
| Rok  | Miejsce       | Złoto                                                              | Srebro                                                               | Brąz                                                               | Źr. |
| ---- | ------------- | ------------------------------------------------------------------ | -------------------------------------------------------------------- | ------------------------------------------------------------------ | --- |
| 2004 | Debreczyn     | Czechy · Aleš Dryml · Bohumil Brhel · Lukáš Dryml                  | Rosja · Siemion Własow · Siergiej Filuszyn · Rienat Gafurow          | Polska · Rafał Szombierski · Tomasz Gapiński · Robert Kościecha    |     |
| 2005 | Gdańsk        | Polska · Robert Kościecha · Krzysztof Kasprzak · Janusz Kołodziej  | Czechy · Bohumil Brhel · Aleš Dryml · Lukáš Dryml                    | Słowenia · Izak Šantej · Matej Žagar                               |     |
| 2006 | Lendava       | Polska · Sebastian Ułamek · Wiesław Jaguś · Marcin Rempała         | Słowenia · Matej Žagar · Jernej Kolenko · Izak Šantej                | Węgry · Norbert Magosi · László Szatmári                           |     |
| 2007 | Terenzano     | Czechy · Aleš Dryml · Lukáš Dryml · Zdeněk Simota                  | Polska · Sławomir Drabik · Adam Skórnicki · Krzysztof Jabłoński      | Rosja · Dienis Gizatullin · Rienat Gafurow · Roman Poważny         |     |
| 2008 | Natschbach-L. | Polska · Karol Ząbik · Adam Skórnicki · Sebastian Ułamek           | Czechy · Aleš Dryml · Lukáš Dryml · Adrian Rymel                     | Rosja · Aleksiej Charczenko · Rienat Gafurow · Roman Poważny       |     |
| 2009 | Miszkolc      | Czechy · Aleš Dryml · Lukáš Dryml · Matěj Kůs                      | Rosja · Artiom Łaguta · Rienat Gafurow · Grigorij Łaguta             | Polska · Robert Miśkowiak · Ronnie Jamroży · Daniel Jeleniewski    |     |
| 2010 | Stralsund     | Czechy · Aleš Dryml · Lukáš Dryml · Matěj Kůs                      | Niemcy · Martin Smolinski · Tobias Kroner · Roberto Haupt            | Chorwacja · Jurica Pavlic · Dino Kovačić                           |     |
| 2011 | Piła          | Polska · Jarosław Hampel · Przemysław Pawlicki · Piotr Pawlicki    | Węgry · Norbert Magosi · József Tabaka                               | Rosja · Rienat Gafurow · Wiktor Gołubowski                         |     |
| 2012 | Równe         | Ukraina · Andrij Karpow · Aleksandr Łoktajew · Stanisław Melnyczuk | Łotwa · Andžejs Ļebedevs · Ķasts Puodžuks                            | Dania · Kenni Larsen · Peter Kildemand                             |     |
| 2013 | Herxheim      | Niemcy · Martin Smolinski · Kevin Wölbert · Max Dilger             | Polska · Sebastian Ułamek · Norbert Kościuch · Mariusz Puszakowski   | Ukraina · Andrij Karpow · Aleksandr Łoktajew · Stanisław Melnyczuk |     |
| 2014 | Divišov       | Czechy · Václav Milík · Eduard Krčmář · Tomáš Suchánek             | Polska · Damian Baliński · Sebastian Ułamek · Adrian Miedziński      | Rosja · Dienis Gizatullin · Witalij Biełousow                      |     |
| 2015 | Debreczyn     | Polska · Sebastian Ułamek · Damian Baliński · Dawid Lampart        | Rosja · Witalij Biełousow · Grigorij Łaguta · Andriej Kudriaszow     | Czechy · Václav Milík · Eduard Krčmář · Zdeněk Holub               |     |
| 2016 | Ryga          | Włochy · Nicolás Covatti · Nicolas Vicentin                        | Dania · Michael Jepsen Jensen · Rasmus Jensen                        | Łotwa · Andžejs Ļebedevs · Ķasts Puodžuks · Jevgeņijs Kostigovs    |     |
| 2017 | Lonigo        | Polska · Tobiasz Musielak · Grzegorz Zengota · Mateusz Szczepaniak | Rosja · Andriej Kudriaszow · Wiktor Kułakow · Artiom Łaguta          | Francja · David Bellego · Dimitri Bergé · Mathieu Trésarrieu       |     |
| 2018 | Brovst        | Polska · Grzegorz Zengota · Tobiasz Musielak · Jakub Jamróg        | Dania · Michael Jepsen Jensen · Anders Thomsen · Thomas Jørgensen    | Włochy · Nicolás Covatti · Paco Castagna                           |     |
| 2019 | Bałakowo      | Rosja · Wiktor Kułakow · Grigorij Łaguta · Władimir Borodulin      | Czechy · Václav Milík · Eduard Krčmář · Ondřej Smetana               | Łotwa · Andžejs Ļebedevs · Oļegs Mihailovs                         |     |
| 2020 | Terenzano     | Polska · Jakub Jamróg · Wiktor Trofimow · Mateusz Cierniak         | Łotwa · Andžejs Ļebedevs · Jevgeņijs Kostigovs · Oļegs Mihailovs     | Francja · Dimitri Bergé · David Bellego · Jordan Dubernard         |     |
| 2021 | Mâcon         | Francja · David Bellego · Dimitri Bergé · Steven Goret             | Polska · Jakub Jamróg · Grzegorz Zengota · Bartłomiej Kowalski       | Łotwa · Andžejs Ļebedevs · Jevgeņijs Kostigovs                     |     |
| 2022 | Slangerup     | Dania · Rasmus Jensen · Michael Jepsen Jensen · Jonas Seifert-Salk | Czechy · Václav Milík · Jan Kvěch · Daniel Klíma                     | Polska · Grzegorz Zengota · Norbert Krakowiak · Kacper Pludra      |     |
| 2023 | Opole         | Polska · Przemysław Pawlicki · Szymon Woźniak · Mateusz Cierniak   | Dania · Rasmus Jensen · Mads Hansen                                  | Finlandia · Timo Lahti · Jesse Mustonen · Antti Vuolas             |     |
| 2024 | Lonigo        | Dania · Rasmus Jensen · Frederik Jakobsen                          | Polska · Mateusz Cierniak · Bartłomiej Kowalski · Bartosz Bańbor     | Wielka Brytania · Tom Brennan · Dan Thompson · Leon Flint          |     |
| 2025 | Dyneburg      | Dania · Leon Madsen · Andreas Lyager                               | Łotwa · Andžejs Ļebedevs · Jevgeņijs Kostigovs · Daniils Kolodinskis | Czechy · Václav Milík · Jan Kvěch · Adam Bednář                    |     |

## Klasyfikacja medalowa

### Według państw
Stan po sezonie 2025
| Lp. | Państwo         | Złoto | Srebro | Brąz | Razem |
| --- | --------------- | ----- | ------ | ---- | ----- |
| 1.  | Polska          | 9     | 5      | 3    | 17    |
| 2.  | Czechy          | 5     | 4      | 2    | 11    |
| 3.  | Dania           | 3     | 3      | 1    | 7     |
| 4.  | Rosja           | 1     | 4      | 4    | 9     |
| 5.  | Niemcy          | 1     | 1      | –    | 2     |
| 6.  | Francja         | 1     | –      | 2    | 3     |
| 7.  | Ukraina         | 1     | –      | 1    | 2     |
| 7.  | Włochy          | 1     | –      | 1    | 2     |
| 9.  | Łotwa           | –     | 3      | 3    | 6     |
| 10. | Słowenia        | –     | 1      | 1    | 2     |
| 10. | Węgry           | –     | 1      | 1    | 2     |
| 12. | Chorwacja       | –     | –      | 1    | 1     |
| 12. | Finlandia       | –     | –      | 1    | 1     |
| 12. | Wielka Brytania | –     | –      | 1    | 1     |

### Według zawodników
Stan po sezonie 2025
Tabela obejmuje pierwszą 10. najbardziej utytułowanych zawodników.
| Lp. | Zawodnik            | Państwo | Lata      | Złoto | Srebro | Brąz | Razem |
| --- | ------------------- | ------- | --------- | ----- | ------ | ---- | ----- |
| 1.  | Aleš Dryml          | Czechy  | 2004–2010 | 4     | 2      | –    | 6     |
| 1.  | Lukáš Dryml         | Czechy  | 2004–2010 | 4     | 2      | –    | 6     |
| 3.  | Sebastian Ułamek    | Polska  | 2006–2015 | 3     | 2      | –    | 5     |
| 4.  | Rasmus Jensen       | Dania   | 2016–2024 | 2     | 2      | –    | 4     |
| 5.  | Grzegorz Zengota    | Polska  | 2017–2022 | 2     | 1      | 1    | 4     |
| 6.  | Jakub Jamróg        | Polska  | 2018–2021 | 2     | 1      | –    | 3     |
| 6.  | Mateusz Cierniak    | Polska  | 2020–2024 | 2     | 1      | –    | 3     |
| 8.  | Matěj Kůs           | Czechy  | 2009–2010 | 2     | –      | –    | 2     |
| 8.  | Tobiasz Musielak    | Polska  | 2017–2018 | 2     | –      | –    | 2     |
| 8.  | Przemysław Pawlicki | Polska  | 2011–2023 | 2     | –      | –    | 2     |

Pogrubioną czcionką – zostali zaznaczeni zawodnicy, którzy kontynuują karierę żużlową.

## Reprezentacje występujące
Legenda
- – mistrzostwo
- – wicemistrzostwo
- – trzecie miejsce
- 4–8 – miejsca 4–8
- •  – nie zakwalifikowali się do finału
- ••  – zgłoszeni do rozgrywek, ale nie wystąpili lub wycofali się
- •••  – zakwalifikowali się do finału, ale nie wystąpili lub wycofali się
- –  – nie brali udziału
- –  – zawieszeni
- – gospodarz finału

| Reprezentacja   | 2004   | 2005   | 2006   | 2008   | 2009   | 2010   | 2011   | 2012   | 2013   | 2014   | 2015   | 2016   | 2017   | 2018   | 2019   | 2020   | 2021   | 2022   | 2023   | 2024   | 2025   |
| --------------- | ------ | ------ | ------ | ------ | ------ | ------ | ------ | ------ | ------ | ------ | ------ | ------ | ------ | ------ | ------ | ------ | ------ | ------ | ------ | ------ | ------ |
| Austria         | •      | –      | •      | 6      | •      | •      | •      | •      | •      | –      | 5      | •      | –      | –      | –      | –      | –      | –      | •      | –      | –      |
| Chorwacja       | •      | –      | •      | •      | •      | Bronze | •      | –      | –      | –      | –      | –      | –      | –      | –      | –      | –      | –      | –      | –      | –      |
| Czechy          | Gold   | Silver | 4      | Silver | Gold   | Gold   | 6      | 5      | 6      | Gold   | Bronze | 5      | •      | •      | Silver | –      | 7      | Silver | •      | •      | Bronze |
| Dania           | –      | ••     | ••     | –      | –      | –      | 5      | Bronze | 5      | –      | –      | Silver | 4      | Silver | ••     | 4      | 6      | Gold   | Silver | Gold   | Gold   |
| Europa          |        | 6      |        |        |        |        |        |        |        |        |        |        |        |        |        |        |        |        |        |        |        |
| Finlandia       | –      | –      | •••    | •      | •      | •      | –      | –      | –      | –      | –      | –      | –      | •      | ••     | –      | –      | •      | Bronze | 4      | 8      |
| Francja         | •      | –      | •      | ••     | –      | ••     | –      | –      | –      | –      | –      | –      | Bronze | –      | 5      | Bronze | Gold   | •      | ••     | –      | 7      |
| Łotwa           | •      | 7      | ••     | 5      | 7      | 5      | 4      | Silver | 4      | 5      | 7      | Bronze | 7      | 7      | Bronze | Silver | Bronze | 5      | 4      | 6      | Silver |
| Niemcy          | 5      | 5      | 7      | 7      | 5      | Silver | 7      | 6      | Gold   | 4      | 4      | 7      | •      | 6      | ••     | –      | –      | –      | –      | 7      | •      |
| Norwegia        | ••     | –      | –      | –      | –      | ••     | –      | –      | –      | –      | –      | –      | –      | •      | ••     | –      | –      | 7      | •      | •      | •      |
| Polska          | Bronze | Gold   | Gold   | Gold   | Bronze | 7      | Gold   | 4      | Silver | Silver | Gold   | 4      | Gold   | Gold   | 4      | Gold   | Silver | Bronze | Gold   | Silver | 4      |
| Rosja           | Silver | •      | 5      | Bronze | Silver | 4      | Bronze | •      | –      | Bronze | Silver | 6      | Silver | 5      | Gold   | –      | –      | –      | –      | –      | –      |
| Słowacja        | ••     | ••     | –      | –      | –      | –      | –      | •      | –      | •      | –      | –      | •      | •      | ••     | 7      | •      | •      | –      | –      | –      |
| Słowenia        | 6      | Bronze | Silver | •      | 6      | •      | •      | •      | 7      | •      | •      | •      | •      | –      | –      | –      | –      | –      | 6      | •      | 6      |
| Szwecja         | –      | –      | –      | –      | –      | –      | –      | –      | –      | –      | –      | –      | –      | 4      | ••     | –      | –      | 4      | •      | •      | •      |
| Ukraina         | 7      | •      | 6      | •      | •      | 6      | •      | Gold   | Bronze | 7      | –      | •      | •      | •      | ••     | –      | •      | •      | •      | •      | •      |
| Węgry           | 4      | 4      | Bronze | 4      | 4      | ••     | Silver | 7      | •      | 6      | 5      | •      | –      | •      | ••     | 6      | •      | •      | •      | –      | –      |
| Wielka Brytania | –      | –      | –      | –      | –      | –      | •      | •      | –      | –      | –      | –      | 6      | –      | ••     | –      | 4      | 6      | 5      | Bronze | 5      |
| Włochy          | •      | 6      | •      | •      | •      | •      | •      | •      | •      | •      | •      | Gold   | 5      | Bronze | 7      | 5      | 5      | •      | 7      | 5      | •      |
| Reprezentacja   | 2004   | 2005   | 2006   | 2008   | 2009   | 2010   | 2011   | 2012   | 2013   | 2014   | 2015   | 2016   | 2017   | 2018   | 2019   | 2020   | 2021   | 2022   | 2023   | 2024   | 2025   |
| Bułgaria        | –      | –      | –      | –      | –      | –      | –      | –      | –      | –      | –      | –      | •      | –      | –      | –      | –      | –      | –      | –      | –      |
| Holandia        | ••     | •      | ••     | –      | –      | –      | –      | –      | –      | –      | –      | –      | –      | –      | –      | –      | •      | •      | ••     | –      | –      |
| Rumunia         | –      | –      | •      | ••     | –      | •      | –      | –      | –      | –      | •      | –      | •      | –      | –      | –      | –      | –      | –      | –      | –      |